# Poecilopsyche vayu
Poecilopsyche vayu är en nattsländeart som beskrevs av Schmid 1968. Poecilopsyche vayu ingår i släktet Poecilopsyche och familjen långhornssländor. Inga underarter finns listade i Catalogue of Life.